# Opération Harmattan
Guerre civile libyenne de 2011
Batailles
- 1re Benghazi
- El Beïda
- Derna
- 1re Tripoli
- Misrata
- 1re Zaouïa
- Djebel Nefoussa (1re Dehiba
- 2e Dehiba
- Gharyan)
- 1re Brega
- 1re Ras Lanouf
- 1re Ben Jawad
- 2e Ras Lanouf
- 2e Brega
- 1re Ajdabiya
- 2e Benghazi
- 2e Ajdabiya
- 1re golfe de Syrte
- 3e Brega
- Al Jawf
- Front de Misrata (Zliten
- Tawarga
- 2e Zaouïa
- 4e Brega
- Fezzan
- Birak)
- 5e Brega
- 3e Zaouïa
- 2e Tripoli
- 2e Sebha
- 2e golfe de Syrte (Syrte)
- Offensive de Bani Walid (Tarhounah - Bani Walid)

- Intervention militaire de l’OTAN
- Opération Ellamy (Royaume-Uni)
- Opération Harmattan (France)
- Opération Odyssey Dawn (États-Unis)
- Opération Mobile (Canada)

L'opération Harmattan (du nom du vent harmattan) est la contribution française à l'intervention militaire de 2011 en Libye dans le cadre de la guerre civile libyenne. Elle a commencé le 19 mars 2011 et s'est terminée le 31 octobre 2011.
Les missions offensives sont effectuées principalement par les avions de l'Armée de l'air française et de la Marine nationale française et les hélicoptères de combat de l'aviation légère de l'Armée de terre embarqués sur des navires de la classe Mistral.

## Historique
À la suite du déclenchement de la guerre civile en Libye en février 2011, les états-majors français commencent à planifier une intervention dans les jours qui suivent. Grâce à une chaîne de commandement extrêmement courte, l’amiral Édouard Guillaud, chef d'état-major des armées françaises, déclare : « Nous nous étions engagés à ce que les premières frappes aient lieu dans les cinq minutes de la décision. Cela suppose que nos avions étaient déjà en vol depuis. Mais ils pouvaient faire demi-tour à tout moment. »
Depuis le 9 mars 2011, l'OTAN maintient ses avions de guet aérien Boeing E-3 Sentry en vol 24 heures sur 24 au-dessus de la Méditerranée centrale. Le même jour, quatre Mirage F1 CR de l'armée de l'air française, avec une nacelle SIGINT, effectuent depuis la base aérienne de Solenzara en Corse des missions d'observation électronique.
Enfin, depuis également le 9, la marine nationale française aurait catapulté du Charles de Gaulle un chasseur-bombardier Rafale doté d'une nacelle de reconnaissance.
Le 19 mars 2011 à 12 h 30 UTC commencent les opérations aériennes avec la patrouille de huit Rafale de Saint-Dizier (dont deux équipés de la nacelle de reconnaissance Reco-NG), de deux Mirage 2000D de Nancy, de six Mirage 2000-5 de DIJON, de six avions ravitailleurs KC-135FR d'Istres (sur les 14 dont dispose la France) et d'un Boeing E-3F Sentry. Les missions durent 6 h 30 pour les chasseurs partis de France, dont 2 h 30 de patrouille au-dessus de la Libye. L'Armée de l'air française est vite rejointe par d'autres nations, dont les États-Unis, avec les F/A-18 embarqués sur l'USS Enterprise, mouillant dans le golfe de Syrte.
Le 19 mars 2011, à 14 h 45 UTC, la présidence de la République française annonce que « d'ores et déjà, nos avions empêchent les attaques aériennes sur la ville de Benghazi. ». Ces premiers tirs sont effectués par des Mirage 2000D ayant décollé de la base aérienne de Nancy larguant quatre GBU-12 et guidant également les tirs d'AASM largués depuis des Rafale. La presse annonce aussi la destruction de quatre blindés gouvernementaux lors de la seconde Bataille de Benghazi. Pour assurer leur mission ces avions furent escortés par les Mirage 2000-5F.
Le 20 mars 2011, le groupe aéronaval français basé autour du Charles-De-Gaulle quitte Toulon et à partir du 22 mars, l'aviation navale embarquée participe activement aux opérations. Ce jour, des missions sont encore réalisées depuis les bases aériennes de Nancy et Saint-Dizier. Les quatre Mirage 2000D se posent à l'issue du vol à Solenzara pour rejoindre quatre autres M2000D venus directement de Nancy le matin même et qui constituent alors un détachement avancé qui opérera dès le lendemain matin à partir de Corse (dès le 20 mars, la base de Solenzara accueille les M2000D de l'EC 1/3 Navarre, du 2/3 Champagne, du 3/3 Ardennes, les Mirage F1 CR du 2/33 Savoie et les Rafale du 1/7 Provence). Les frappes aériennes s'enchainent donc le lundi 21 et le mercredi 23 mars. Le mardi 22 mars, la composante aérienne de l'armée de l'air reçoit la visite du Président de la république accompagnée du chef d'état major de l'armée de l'air.
Le 24 mars 2011, un avion radar Boeing E-3 Sentry de la coalition détecte un aéronef qui opère en violation de la résolution 1973 des Nations unies dans la zone de Misratah, à 200 km à l'est de Tripoli. Une patrouille de Mirage 2000 et une patrouille Rafale de l'armée de l'air française sont envoyées sur zone et confirment la présence d'un avion de combat Soko G-2 Galeb de l'armée de l'air libyenne qui atterrit sur l'aéroport de Misratah. Les Rafale détruisent alors l'appareil au moyen d'une frappe air-sol à l'aide d'une bombe guidée AASM.
Au moins cinq autres avions présentés alors comme des Galeb et deux Mi-35 sont détruits au même endroit le 26 mars 2011, mais des photos satellite montrent qu'il s'agit de cinq MiG-23 auxquels le nez a été enlevé.
Dans la nuit du 23 au 24 mars, un raid mené avec 7 missiles de croisière SCALP-EG par des Rafale (EC 01091 et 01007 complétés par des Rafale Marine du GAé) et des Mirage 2000D (EC 02003 Champagne et 03003 Ardennes) détruit des dépôts de munition, des installations de maintenance et le centre de commandement de la base aérienne d'Al-Joufra.
La nuit suivante, l'aviation française détruit avec une bombe guidée laser GBU-12 une batterie d’artillerie située dans les environs d’Ajdabiya. Finalement, le siège de la ville se termine le même jour après la destruction de 7 chars T-72 par des Panavia Tornado GR.4 de la Royal Air Force armés de missiles antichar Brimstone et des Mirage 2000.
Le 24 mars, les M2000-5 français stationnés à Solenzara ont été transférés en Crête et co-localisés avec les appareils qataris. La première mission de défense aérienne franco-qatarie a été réalisée dès le lendemain. 
Le 29 mars, les avions de l’armée de l’air et de la marine françaises conduisent des frappes sur des véhicules blindés et sur un important dépôt de munitions dans les régions de Misrata et Zintan.
Au 31 mars, l'opération est intégrée à celle de l'OTAN.
Entre le jeudi 31 mars 2011 à 6 h 0 et le jeudi 7 avril 2011 à 6 h 0, les avions de l’armée de l’air et de la marine françaises ont réalisé près de 900 heures de vol, 120 sorties d’appui et d’interdiction aérienne, 24 sorties de reconnaissance, 13 sorties de détection et de contrôle, 22 sorties de ravitaillement en vol et 28 sorties de ravitaillement type « nounou », 22 sorties de défense aérienne depuis La Sude. Le bilan de la semaine pour les avions français est le suivant :
Le 1er avril, un char détruit à l’ouest de Misratah.
Le 2 avril, cinq véhicules blindés détruits dans la région de Syrte.
Le 3 avril, deux porte-chars détruits dans la région de Ras Lanouf.
Le 5 avril, un véhicule militaire détruit au sud-ouest de Brega.
Le 6 avril, deux sites de missiles de défense anti-aérienne, l’un dans le Sud de Zliten, l’autre à une centaine de kilomètres au sud de Syrte.
Au 5 avril 2011, les forces françaises ont tiré au total 11 missiles de croisière SCALP-EG.
Depuis le 27 avril, des Mirage 2000D français utilisent, entre autres, des bombes inertes d'entraînement de 250 kg pour traiter les véhicules ciblés en réduisant ainsi le risque de dommages collatéraux. Les 1er, 2 et 3 juin des bombardements intensifs visent Tripoli et 10 explosions importantes sont entendues le 3 juin.

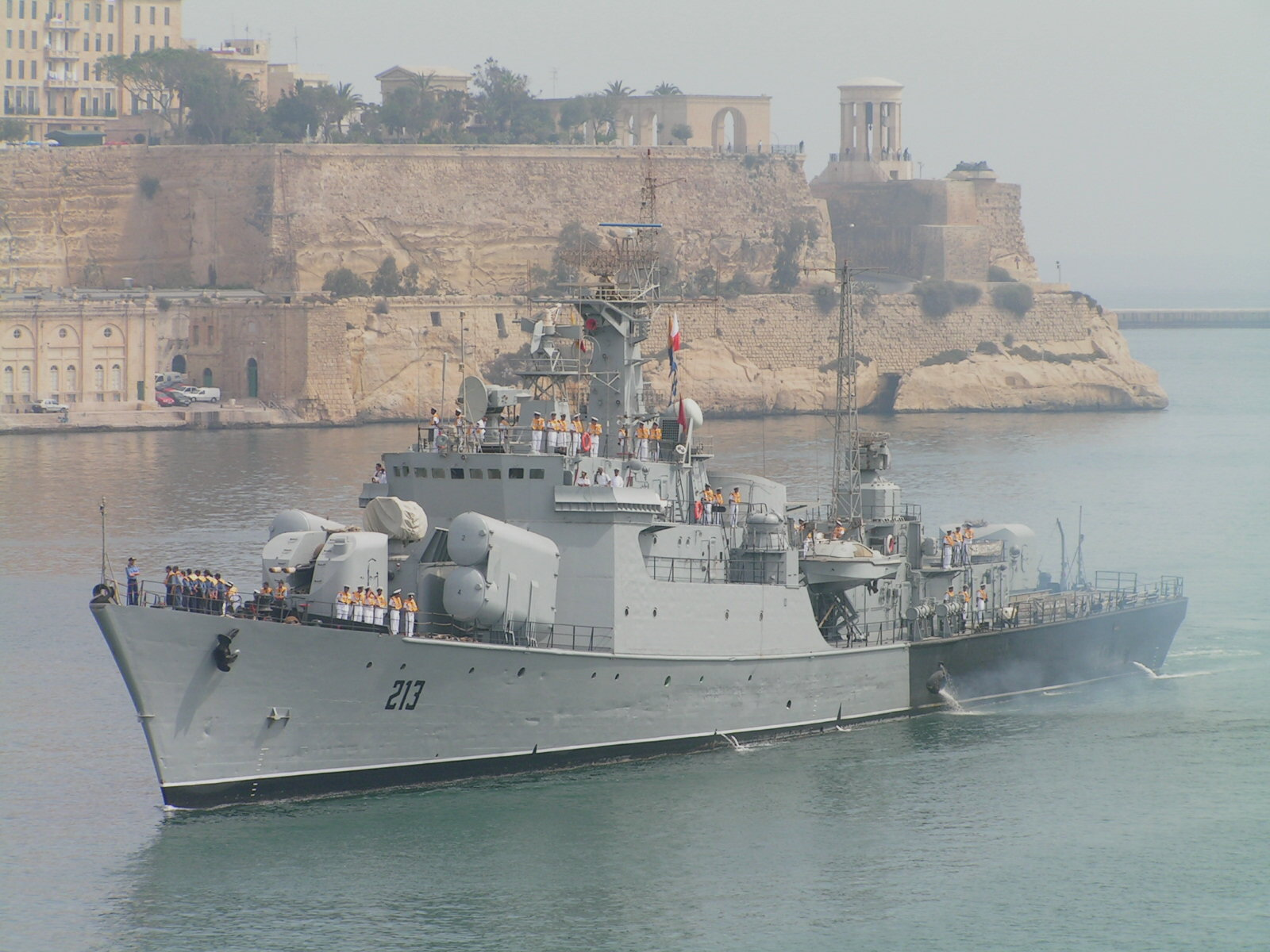
La frégate libyenne Al Ghardabia de la classe Koni en 2005.

Dans la nuit du vendredi 19 au samedi 20 mai, une série de raids aériens franco-anglo-canadiens met hors de combat 8 navires de guerre de la marine libyenne qui étaient à quai dans divers ports. L'aviation française cible la frégate Al Ghardabia de classe Koni, principal bâtiment de combat des forces navales pro-Kadhafi, ainsi que plusieurs patrouilleurs lance-missiles du type Combattante II.
Depuis le porte-hélicoptères d'assaut Tonnerre, des hélicoptères de combat de l'aviation légère de l'Armée de terre française de type Tigre et Gazelle conduisent pour la première fois dans la nuit du vendredi 3 au samedi 4 juin 2011 des frappes au sol en Libye et détruisent 20 objectifs dont 15 véhicules blindés et 2 centres de commandement.
C'est une première opération interarmées et internationale, tant pour les Français que pour les Britanniques qui ont de leur part embarqué quatre hélicoptères Apache de l'armée de terre britannique sur le HMS Ocean (L12), « C'était la première mission opérationnelle des Apaches de l'armée britannique depuis la mer »,.
Du 9 au 16 juin, les avions et les hélicoptères français effectuent plus de 250 sorties (soit 30 de plus que la semaine précédente), dont 146 ayant pour objet des attaques au sol, lesquelles ont permis de détruire une soixantaine d’objectifs (20 bâtiments et plus de 40 véhicules militaires, notamment dans les régions de Misrata, Tripoli et Brega).
Selon une déclaration du chef d’état-major de l’armée de terre Elrick Irastorza, lors d’une réunion de l’Association des Journalistes de Défense :
« C’est un véritable défi technique d’avoir autant de machines sur le BPC. Cela nécessite de la compétence et de l’entraînement, non seulement de la part des pilotes, mais aussi des mécaniciens et de tous les autres, en particulier lorsque vous considérez que la plupart des opérations se déroulent de nuit et en majorité sans lumière. »
Les hélicoptères de l'ALAT, contrairement aux aéronefs de l'Armée de l'Air et de la Marine, ne sont pas équipés de la Liaison 16 et ne possèdent donc pas de connectivité avec les autres plates-formes opérant sur le théâtre d'opération.
Dans la nuit du 4 au 5 juillet, un second-maître décède de mort naturelle en opération dans la nuit du 4 au 5 juillet à bord de la frégate anti-sous marine Georges-Leygues.
Entre le 12 et le 14 juillet 2011, le groupement aéromobile comprenant un total une vingtaine d'hélicoptères est transféré du porte-hélicoptères Tonnerre au Mistral, qui prend sa relève. En septembre, le Tonnerre retourne sur le théâtre des opérations pour effectuer la relève du Mistral.
Lors de la seconde bataille de Tripoli, un premier groupe 200 de la Katiba Tiger aidé par le commando Hubert puis plusieurs autres groupes débarquent de Misrata sur une plage de Tripoli.
À la mi-septembre 2011, les forces pro-Kadhafi contrôlent toujours un triangle au centre du pays entre Beni Walid, Syrte, et Shaba où 15 % des forces initiales resteraient concentrées.
À la 43e semaine d'opération, entre le 8 septembre 2011, 6 h 0, et le 15 septembre 2011, 6 h 0, les forces françaises ont réalisé 96 sorties d'attaques au sol (Rafale Air, Mirage 2000-D, Mirage 2000-N et Mirage F1), 30 sorties de reconnaissance, surveillance (Mirage F1 CR, Atlantique 2, drone), 7 sorties de contrôle aérien (E3F) et 9 sorties de ravitaillement (C135).
Le 20 octobre 2011 marque la quasi-fin de l'intervention militaire occidentale avec la mort de Mouammar Kadhafi. Alors que l'on ne savait pas qu’il était à bord, son convoi de plus de 40 véhicules armés quittant la ville de Syrte a été arrêté par un tir de missiles d'un drone américain puis, alors qu'ils se regroupaient, attaqués par un Mirage 2000D accompagné d'un Mirage F1 CR. Le Mirage 2000D appuyé par Mirage F1 tirant deux GBU-12 à l'avant et à l'arrière de la colonne détruisant, selon Human Rights Watch, 14 véhicules et faisant 53 personnes tuées (28 sur le coup, 23 autres des suites de leurs blessures, non soignées). Le convoi est ensuite assailli par des combattants du CNT venant de Misrata. Entre le 20 et 27 octobre, bien que 55 sorties dont 20 d'attaque ont été effectuées par l'aviation française, il s'agit du seul bombardement effectif réalisé, la décision stratégique ayant été remportée. Depuis 15 jours, le rythme des frappes s'était fortement ralenti, les troupes kadhafistes étant définitivement privées de capacité de mouvement et de profondeur régionale. Le désengagement de l’aviation de chasse d’attaque basée à Souda et en Italie est effectué en quelques jours, dès la fin des opérations déclarées (le 31 octobre 2011). Seuls des moyens de surveillance et de reconnaissance sont conservés en Italie.
Le ministre français des Affaires étrangères Alain Juppé indique le 21 octobre au matin sur Europe 1 qu'en Libye, « l'opération militaire est terminée » à la suite de la mort de Mouammar Kadhafi. « L'ensemble du territoire libyen est sous le contrôle du CNT et sous réserve de quelques mesures transitoires, l'opération de l'Otan est arrivée à son terme. L'objectif qui était le nôtre, c'est-à-dire accompagner les forces du Conseil national de transition dans la libération de leur territoire, est maintenant atteint ».
L'OTAN annonce à la même date qu'elle arrête sa mission Unified Protector le 31 octobre 2011 bien que le CNT demande que celle-ci continue un mois de plus.
Dès le 22 octobre, la TF 473 quitte la zone d’opérations pour rallier Toulon, et la majorité des avions déployés en Italie et en Grèce rentrent en France dans les jours qui suivent. Au 26 octobre 2011, le détachement chasse de La Sude en Grèce compte encore trois Mirage 2000D et à Sigonella, il reste cinq Rafale et un drone Harfang. Tandis que les avions de ravitaillement (C135F) et de reconnaissance (E3F) restent mobilisés mais à partir de France. L’aviso Commandant Birot demeure engagé au sein de la force navale de l’OTAN.
Le 4 novembre 2011, les quatre derniers Rafale rentrent à leur base de Saint-Dizier.
Après la fin de l'opération, des militaires français travaillent encore en Libye. Du 28 octobre 2011 jusqu’à début décembre, le bâtiment base de plongeurs-démineurs Achéron conduit une évaluation sur les principaux ports libyens, en termes de dégâts, obstructions et présence d’engins explosifs après les 7 mois de conflits et son équipe de 9 plongeurs démineurs a détruit une douzaine de munitions et mines marines,. Des unités spéciales françaises, britanniques et américaines sécurisent les stocks d'armes chimiques et de missiles sol-air libyens dans le cadre de la résolution 2040 du Conseil de sécurité du 12 mars 2012; cette dernière mission étant encore en cours en mai 2012.

### Bilan de l'opération
| Les munitions aériennes tirées lors de l’opération Harmattan |                                      |                                      |       |
| Type de munition                                             | Armée de l’Air                       | Aéronavale                           | Total |
| GBU-12                                                       | 288                                  | 134                                  | 422   |
| DBU-22/GBU-22                                                | 155                                  | -                                    | 155   |
| GBU-49                                                       | 77                                   | 82                                   | 159   |
| GBU-24                                                       | 44                                   | -                                    | 44    |
| AASM                                                         | 139                                  | 80                                   | 219   |
| SCALP-EG                                                     | 11                                   | 4                                    | 15    |
| AS-30L                                                       | -                                    | 4                                    | 4     |
| GBU 58                                                       | -                                    | NC                                   | NC    |
| Total général, tout type de munition                         | Total général, tout type de munition | Total général, tout type de munition | 1 018 |

Au maximum des opérations, environ 4 200 militaires ont été engagés pour mettre en œuvre plus de 40 avions, une vingtaine d’hélicoptères, une dizaine de bâtiments de combat et de soutien dont le porte-avions Charles-de-Gaulle et un bâtiment de projection et de commandement.
Les avions de l'armée de l'air et la marine ont effectué 35 % des sorties offensives de l'OTAN durant la campagne de Libye. Sa participation totale est de 25 % des sorties de la coalition.
Cela représente, fin août 2011, environ 20 000 heures de vol en environ 4 500 sorties. Soit près de 30 sorties Chasse chaque jour pendant cinq mois. Le chiffre précis au 4 août 2011, selon un think tank américain, est de 2 225 des 6 745 sorties offensives de l'Alliance.
À la fin de l’opération, le ministère de la Défense déclare plus de 27 000 heures de vol et environ 5 600 sorties réparties comme suit : 3 100 sorties offensives, 1 200 sorties de reconnaissance, 400 sorties de défense aérienne, 340 sorties de contrôle aérien, 580 sorties de ravitaillement.
Plus de six mois après le début de l’opération, 4 000 heures de vol ont été réalisées par les Dassault Rafale de l'armée de l'air française et 2 000 heures par ceux de la marine, engagés jusqu'au 12 août. Environ 45 % des sorties, soit 850, ont consisté en missions offensives dont environ la moitié ont donné lieu à des tirs d'armement, 45 % à la reconnaissance, 10 % à des missions de ravitaillement en vol, ceux-ci menés par les Rafale M. À ces missions Rafale, il faut également rajouter les missions des 8 à 12 Mirage 2000D, 4 Mirage 2000N et 4 Mirage F1 qui effectueront 2 à 3 sorties par jour (compter 4 à 6 heures de vol par mission).
Mi-août, selon le secrétaire d'État auprès du ministre de la Défense et des Anciens Combattants Marc Laffineur, les forces françaises engagées contre la Libye ont touché 2 500 cibles militaires, dont 850 sites logistiques, 170 centres de commandement, 480 chars, 250 véhicules et 160 pièces d'artillerie.
Entre le 5 avril et le 25 août 2011, l'aviation française a effectué au moins 2 350 sorties air-sol et 354 sorties air-air. Les forces françaises (armée de l'air, marine nationale et armée de terre) ont neutralisé au moins 1 093 objectifs.
Le 4 octobre 2011, alors que la seconde bataille de Tripoli a été remportée par le CNT et que les forces fidèles à Kadhafi résistant encore dans quelques villes dont Syrte sont encore soumises à des frappes, le ministre français de la Défense, Gérard Longuet déclare à la commission de la défense de l'Assemblée nationale que les forces françaises ont tiré un total de 4 621 munitions dont 15 missiles de croisières SCALP-EG, 225 bombes de précision AASM tirées par les Rafale, 950 bombes à guidage laser GBU de divers types (GBU-12 de 250 kilos, GBU-22 de 500 kg, des bombes GBU-24 de 1 000 kilos, et des GBU-49 de 250 kg guidées GPS) tirées par l'aviation, 431 missiles air-sol Hot tirés par les hélicoptères Gazelle de l'aviation légère de l'Armée de terre, 1 500 roquettes tirées par les hélicoptères Tigre et 3 000 obus de 76 et 100 mm tirés par la marine. Une demi-douzaine de missiles Mistral auraient été également utilisés.
Il a également estimé que le coût de l'opération au 30 septembre sera de 300 à 350 millions d'euros.
En comparaison, le Parlement du Royaume-Uni a estimé en août le coût pour les forces armées britanniques à 260 millions de livres sterling, soit 298 millions d'euros, chiffres révisés le 8 décembre 2011 par Philip Hammond à 212 millions de livres sterling (248,3 millions d'euros) au Royaume-Uni, dont 145 pour les coûts opérationnels et 67 pour les munitions alors que leur engagement était inférieur à celui des forces armées françaises.
Le coût cumulé des opérations pour la France et le Royaume-Uni, 650 à 700 millions d'euros, représentait environ cinq jours d'importation de pétrole libyen pour les pays de l'Union européenne.

## Participation de l'armée de l’air: capacité décisive d'entrer en premier et à durer
| Les activités de l’armée de l’Air dans l’opération Harmattan |               |                   |
| Type d’appareil                                              | Heures de vol | Nombre de sorties |
| Mirage 2000D                                                 | 5 202         | 1 062             |
| Mirage 2000-5                                                | 1115          | 354               |
| Mirage 2000N                                                 | 3 129         | 625               |
| Mirage F1 CR/CT                                              | 1 729         | 399               |
| Rafale C/B                                                   | 4 569         | 1 039             |
| Ravitailleur C-135FR                                         | 3 152         | 415               |
| Avion radar E-3F Awacs                                       | 2 045         | 222               |
| C 160G Transall                                              | 253           | 36                |
| Drone Harfang                                                | 243           | 19                |
| Hélicoptère Puma                                             | 205           | Non communiqué    |
| Hélicoptère Caracal                                          | 343           | NC                |
| Total général                                                | 20 870        | 3 817             |

La base avancée au début de l’opération est la base aérienne 126 Solenzara en Haute-Corse qui, au 11 avril 2011, accueille 23 avions de combat soit 9 Rafale de la base aérienne 113 Saint-Dizier-Robinson (armés d'AASM, SCALP-EG, de bombes GBU-12 ou du pod Reco NG), 8 Mirage 2000D de la base aérienne 133 Nancy-Ochey (GBU-12, GBU-49, GBU-24, SCALP-EG), et 6 Mirage F1 CR de la base aérienne 112 Reims-Champagne (pod presto, GBU12).
Début juillet 2011, 17 des 234 avions de combat opérationnels de l'armée de l'air étaient engagés en Libye (6 Mirage 2000D, 6 Mirage 2000N et 5 Dassault Rafale). Fin juillet, après le retrait du porte-avions Charles-de-Gaulle, 21 avions de combat sont alors mis en ligne depuis les bases de La Sude en Crète pour 8 Mirage 2000D, quatre 2000N (initialement des 2000N K2 de l'escadron de chasse 2/4 La Fayette relevé à partir du 29 juillet par des 2000N K3 de la base aérienne 125 Istres-Le Tubé) effectuant un total de 3 160 heures de vol), quatre Mirage F1 (2 CR et 2 CT). et la base aérienne de Sigonella en Sicile pour cinq Rafale. Cette base italienne accueillant jusqu’à 220 militaires et 670 tonnes et 3 700 m3 de matériels qui seront totalement rapatriés en décembre 2011.
L'aviation française engage également entre autres ses avions radar Boeing E-3 Sentry, ravitailleurs C-135FR (3 152 heures de vol) et avions de transport et guerre électronique C-160 Transall basé en métropole dans cette opération et plusieurs missions de bombardement ont été également effectués depuis les bases aériennes métropolitaines. En soutien des Mirage 2000D qui leur assuraient la désignation puis le guidage des munitions, les formations des forces aériennes stratégiques ont effectué le tiers des heures de vol de l'armée de l'air.
L'escadron de chasse 1/91 Gascogne est crédité de 120 bombes larguées en 368 missions, l'escadron de chasse 3/3 Ardennes à lui largué 140 bombes pour 336 missions. Pour sa part, l'escadron de chasse 2/3 champagne est crédité de plus de 250 frappes. Les Mirage F1CT/CR participant aux opérations de renseignement et de bombardement ont largué 33 GBU, dont un tiers par un seul appareil.
Un des quatre drones EADS Harfang de l'armée de l'air a été basé à Sigonella et a effectué son 1er vol pour cette mission dans la nuit du 24 août. Il a effectué au 5 octobre une quinzaine de missions.
Début septembre, le bilan annoncé est de plus de 3 000 sorties soit environ 1 700 missions effectuées par l'armée de l'air dont la moitié de nuit. Par ordre d'importance : environ 850 missions de bombardements, environ 360 de reconnaissance, environ 260 de ravitaillement en vol et 167 missions Awacs.
Les effectifs mobilisés hors de France à cette date sont de 329 aviateurs à Suda (310 début octobre 2011 pour servir 16 avions), 202 à Sigonella, 35 au Combined Air Operations Center 5 de Poggio Renatico — ce CAOC étant chargée de la coordination des opérations aériennes de l’OTAN —, et une soixantaine d'aviateurs à bord du BPC.
L'armée de l'air a donc démontré sa capacité de réaction le 19 mars, sa profondeur stratégique et sa capacité à durer, en effectuant en premier un RAID de coercition, blocage stratégique vers Benghazi, avant de monter en puissance en moins de 24 heures pour assurer par la suite une véritable campagne aérienne de 7 mois. Aucune perte n'est à déplorer et le taux de réussite des frappes est exceptionnel, démontrant le savoir-faire accumulé par les pilotes et les équipages de l'armée de l'air, engagé sans discontinuité notamment en Afghanistan, opération qu'elle a par ailleurs mené de front avec 3 Mirage 2000D et 3 Mirage F1 à Kandahar.
C'est avant tout la capacité de l'arme aérienne à discriminer le vainqueur qui est à souligner. En effet, au terme d'une campagne de sept mois qui a en quelques jours interdit tous mouvements d'ampleur au forces kadhafistes, les éléments du CNT ont pu renverser le rapport de force et remporter la décision.

## Participation de la marine nationale
| Les activités de l’Aéronavale dans l’opération Harmattan |               |                   |
| Type d’appareil                                          | Heures de vol | Nombre de sorties |
| Rafale M                                                 | 2 364         | 616               |
| Super Étendard Modernisé                                 | 1 416         | 341               |
| Avion radar E-2C Hawkeye                                 | 556           | 110               |
| Atlantique 2                                             | 1 426         | 341               |
| Total général                                            | 5 762         | 1 408             |

### L'action des différents bâtiments

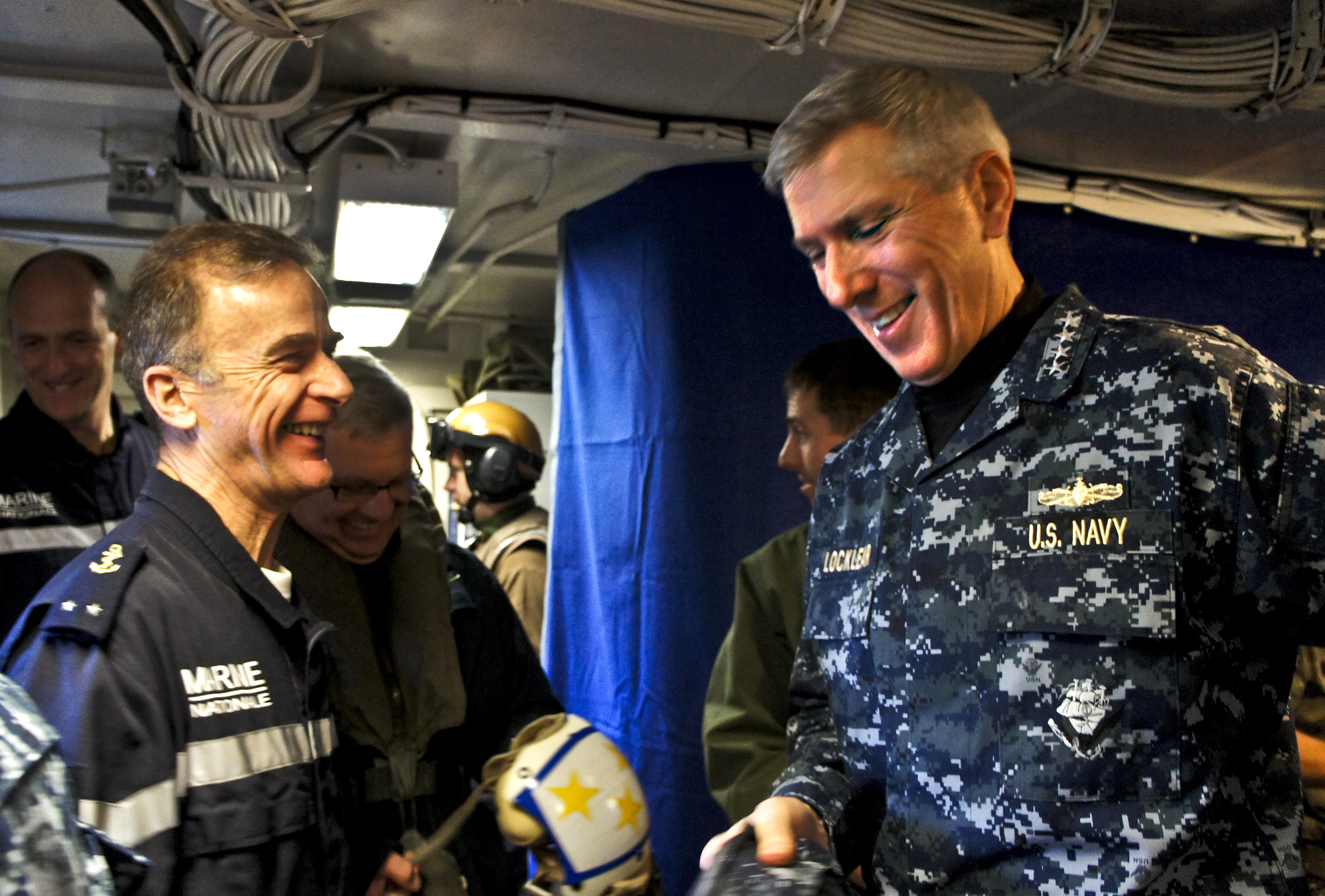
L'amiral Philippe Coindreau recevant son homologue américain Samuel Locklear commandant le United States Naval Forces Europe à bord du Charles de Gaulle pendant les opérations en Libye.

La marine nationale a déployé le groupe aéronaval nommé Task force 473 composé à l'origine du porte-avions Charles de Gaulle, du sous-marin nucléaire d'attaque Améthyste de la classe Rubis, trois frégates (la frégate anti-sous-marine Dupleix, la frégate de défense aérienne Chevalier Paul, et la frégate légère furtive Aconit) et de ravitailleurs. La frégate antiaérienne Jean-Bart présente sur zone dès le 7 mars 2011 a relayé le Forbin au sein du groupe aéronavale jusqu'au 1er juillet 2011. La TF 473 est commandée à l'origine par le contre-amiral Philippe Coindreau puis depuis le 24 août, par le contre-amiral Jean-Baptiste Dupuis.
Les frégates et aviso ont contré des attaques navales et des tentatives de minages de vedettes pro-kadhafistes et ont tiré avec leur artillerie navale sur des cibles à terre lors de 85 engagements, utilisant environ 3 000 obus de 76 et 100 mm dont 250 coups de 100 mm par le Jean Bart et 378 coups de 100 mm par le La Fayette, soit 86 % des tirs de la coalition, les marines britanniques et canadiennes ayant également fait feu. En général, il s'agit de Naval Gun Firing Support conduit en soutien des raids du groupe aéromobile.
Le 7 mars 2011, le Porte-hélicoptères amphibie Mistral a débarqué 50 tonnes d'aide humanitaire à Zarzis en Tunisie pour les réfugiés de la guerre civile libyenne. À partir du mi-juillet, il sert de base au groupe aéromobile en remplacement du Tonnerre. À partir du 9 septembre, le Tonnerre est de retour sur zone et retrouve son rôle de base aéromobile, le Mistral restant à ses côtés pendant une dizaine de jours et rentrant à Toulon le 18 septembre 2011.
Au 25 août, la Marine nationale a engagé 25 bâtiments pour environ 1 000 jours de mer. Au 12 octobre, ce sont 29 bâtiments qui se sont succédé au large de la Libye. Fin octobre, on comptabilise plus de 1 500 jours de mer.
Au 16 septembre, outre les 2 BPC, la Task Force 473 compte toujours les frégates Cassard et La Fayette, ainsi qu'un sous-marin nucléaire d'attaque, l'escadre rentrant à Toulon à la fin du mois. L'aviso Lieutenant de vaisseau Lavallée de la classe d'Estienne d'Orves est, quant à lui, rattaché à la force navale de l'OTAN.
À la fin de l'opération le 31 octobre 2011, 27 navires de surface et 3 sous-marins nucléaires d'attaque ont servi devant les côtes libyennes, soit la quasi-totalité de la flotte française dans un effort proportionnellement sans précédent depuis la crise du canal de Suez de 1956 et conduisant à une diminution ou un abandon d'autres missions.
Sur le plan logistique, les pétroliers-ravitailleurs ont réalisé 134 ravitaillements à la mer entre Toulon et la Task Force 473 (rotations de 9-10 jours) et ont pris la relève des navires de compagnies commerciales, qui n’allaient que jusqu’à Malte. En tout, 1 000 t de vivres, 27 000 m3 de mazout pour les bâtiments et 16 000 m3 de carburant aviation pour les avions et hélicoptères ont été acheminés sur zone. Pour assurer une disponibilité complète des moyens, les pièces de rechange ont été prélevées d’une frégate sur une autre.

### Aéronautique navale

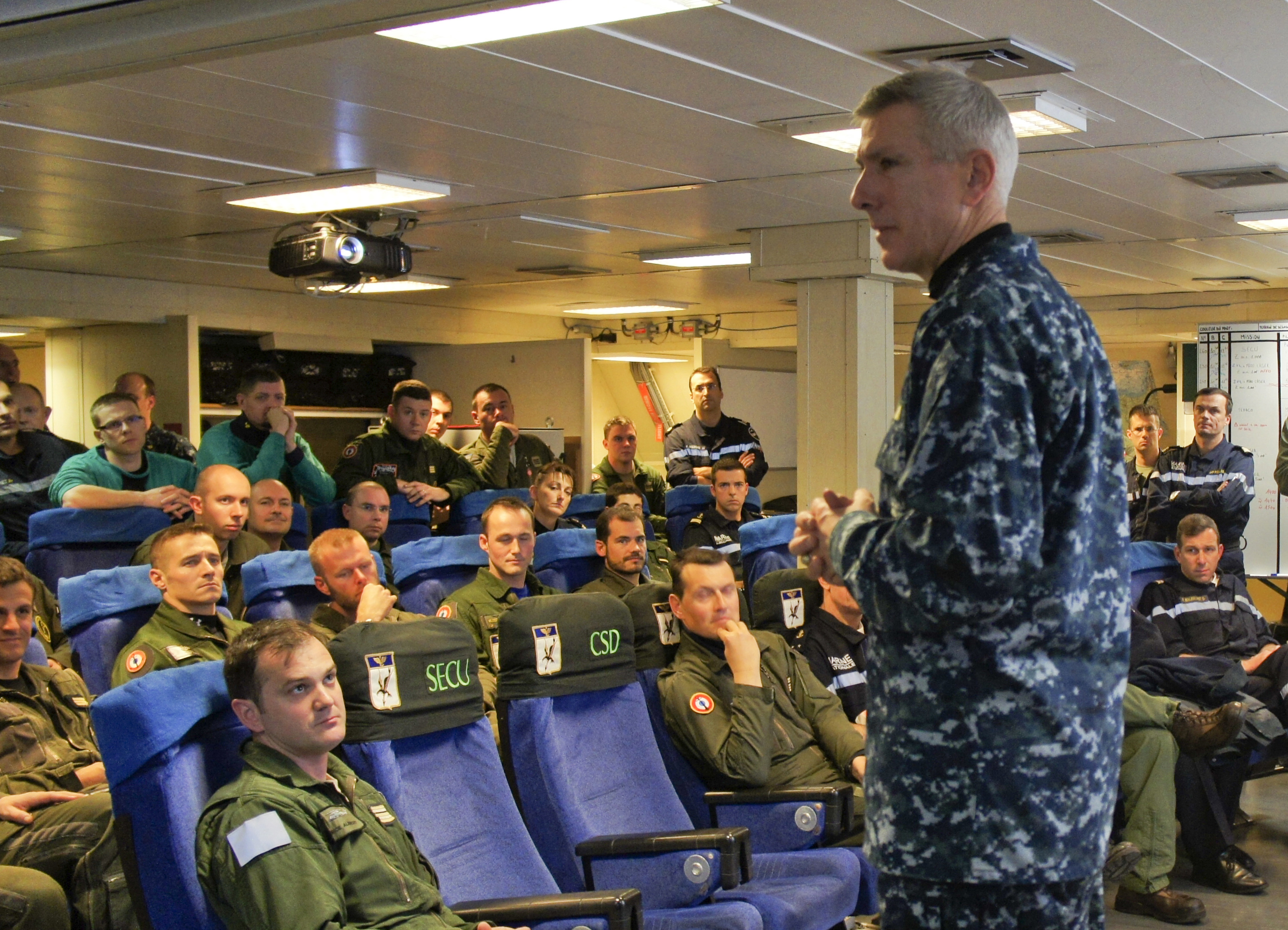
L'amiral Locklear s'adressant aux pilotes du Charles de Gaulle le 21 mars 2011.

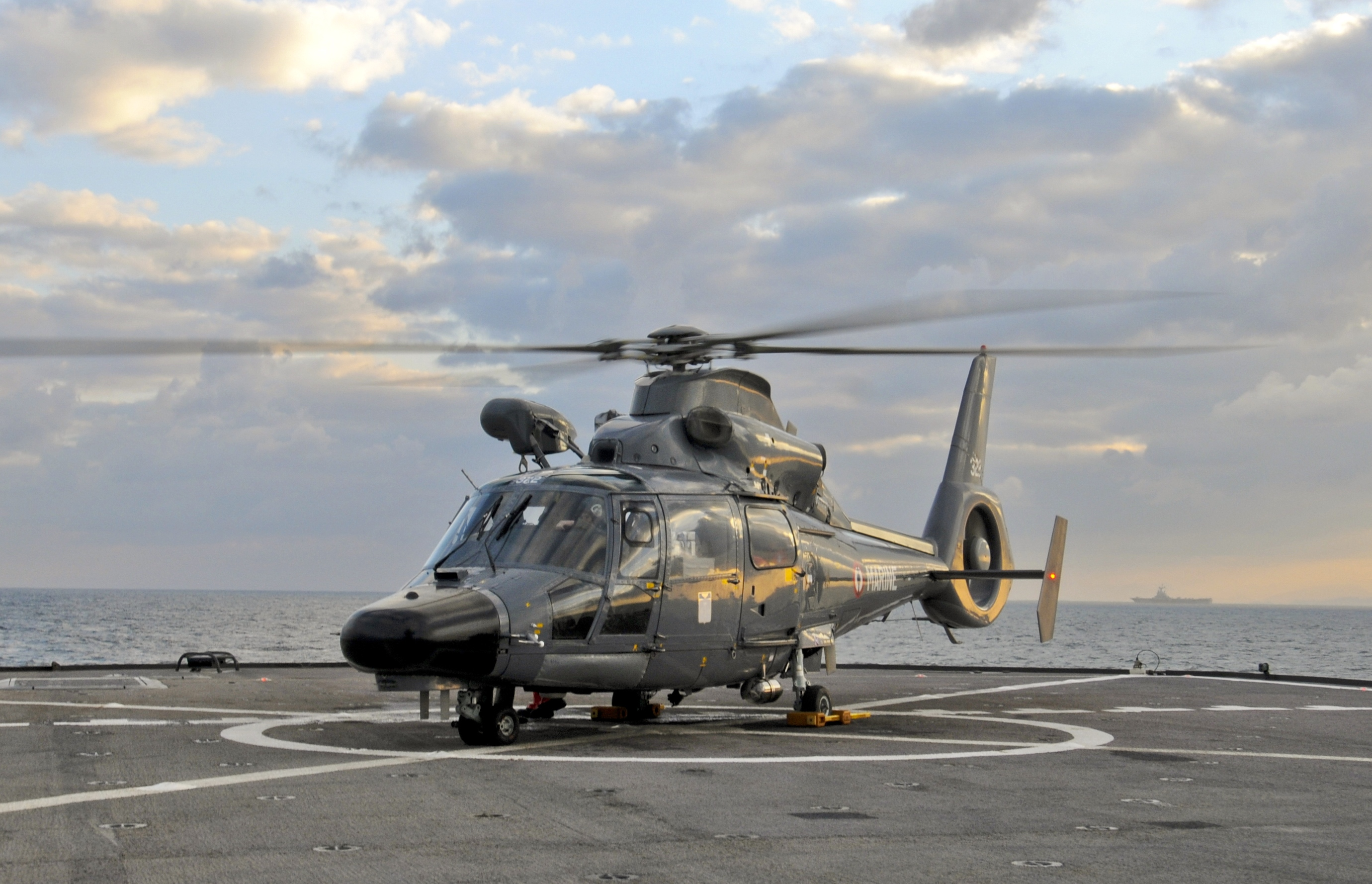
Le Dauphin SA 365F n° 322 utilisé pour les Pedro par la Flottille 35F à bord du USS Mount Whitney (LCC-20), le navire-amiral de la Sixième flotte des États-Unis, durant l'opération Harmattan en 2011.

Le groupe aérien embarqué de l'aéronautique navale à bord du porte-avions Charles de Gaulle, qui a appareillé du port militaire de Toulon le 20 mars 2011 et qui est retourné à son port d'attache le 12 août 2011 après 148 jours dont 138 jours de mer (dont 63 jours de navigation ininterrompue) entrecoupés que de 8 jours à quai, intervenus au cours de deux escales à La Sude en mai et juillet, se composait de 10 Dassault Rafale (8 à l’origine), 6 Super-Étendard modernisé, 2 Grumman E-2 Hawkeye et de 5 hélicoptères.
1 350 sorties et 3 600 heures de vol, pour moitié de nuit, ont été enregistrées en 120 jours d’activité aérienne au profit de l’opération Harmattan. 2 380 catapultages et appontages ont été réalisés.
Les sorties générées par le porte-avions se répartissent en 840 d’attaque (Rafale et SEM), 390 de reconnaissance (Rafale), 110 de détection et de contrôle (E-2C) et 240 de ravitaillement en vol (Rafale, SEM).
Deux Atlantique 2 font environ deux missions par jour depuis le 30 juin 2011. Ils totalisent au 4 août 2011 plus de 1 000 heures de vol et plus de 55 guidages « hot » (avec armements réels) de chasseurs toutes nationalités confondues. Basé à l'origine sur la base aérienne de Sigonella, ils sont depuis le 27 juillet 2011 sur la base aérienne de Souda en Crète.

## La participation de l'Armée de terre: un rôle clé dans la victoire

Les pays engagés en Libye en 2011. Malgré le blocus naval et une active campagne aérienne, la situation militaire semble s'enliser au mois de mai 2011.

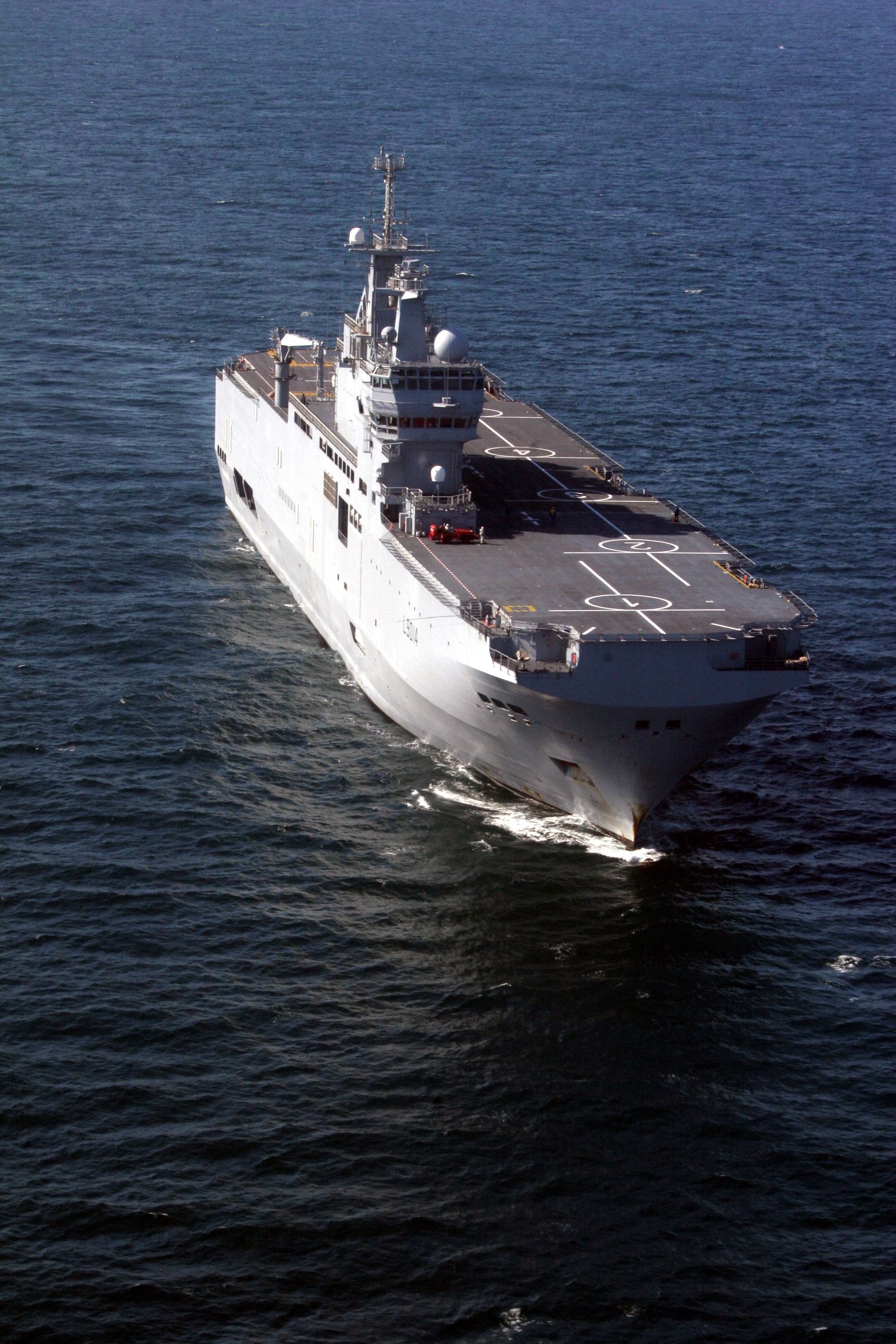
Le BPC Tonnerre en haute mer en 2009. Le bâtiment, conçu dès le départ pour opérer avec les hélicoptères de l'Armée de terre, embarque en quelques jours un gros détachement de l'ALAT avec tout son personnel et sa logistique.

### Les débats autour des propositions de l’ALAT
Au début du mois de mai 2011, la campagne aérienne Unified Protector semble piétiner,. L’aviation a traité les objectifs stratégiques majeurs et les forces kadhafistes se sont adaptées aux bombardements : utilisation de véhicules légers « civils » de type 4×4, dispersion dans des zones périurbaines ou de facto placées hors de portée par les règles d’engagement très strictes des chasseurs-bombardiers (près d’écoles, d’hôpitaux, de mosquées…). Benghazi est dégagée, mais les troupes inorganisées du CNT sont bloquées à Brega. « Enkystées » au milieu des populations civiles, les forces gouvernementales tiennent solidement la région de Tripoli, assurent les liaisons terrestres avec la Tunisie, et maintiennent la pression sur Misrata, toujours assiégée. La presse internationale, depuis plusieurs semaines déjà, parle d’enlisement.
Pour sortir de cette situation, la France et la Grande-Bretagne proposent de faire intervenir des hélicoptères de combat. L’idée est de multiplier les frappes micro-chirurgicales pour faire plier les Kadhafistes. Le scénario tactique proposé par l’Aviation légère de l'Armée de terre (ALAT) est audacieux : intervention par nuit sans lune, évolution très près du sol pour garantir au maximum la protection des équipages, imbrication très grande dans le dispositif ennemi, tirs au canon, à la roquette et au missile, en allant chercher les cibles une par une, où qu’elles se trouvent. Il s’agit clairement d’un combat de mêlée conduit à quelques mètres du sol. Mais les membres du poste de commandement (PC) de l’OTAN, à Naples, ne sont pas convaincus. Ils s’interrogent sur la plus-value réelle d’un tel engagement compte tenu des risques, jugés trop importants pour les appareils. Les généraux qui pilotent la campagne aérienne pensent que les hélicoptères vont leur poser des soucis, car, volant bas, ils seront potentiellement sous les bombes des avions et ainsi gêner leur tir. Si un hélicoptère est abattu, il faudra monter une opération de sauvetage complexe et risquée au milieu du dispositif adverse, comme en ex-Yougoslavie, dans les années 1990. Les planificateurs de l’OTAN redoutent par-dessus tout la capture d’un équipage qui donnerait lieu immanquablement à une intense couverture médiatique en faveur des pro-Kadhafi et à une déstabilisation de l’opinion publique, comme cela avait été le cas lors de la destruction de plusieurs hélicoptères américains en 1993 à Mogadiscio. Un risque que l’ALAT s’affirme prête à affronter : un de ses officiers venu en Italie présenter la capacité d’aérocombat des hélicoptères prévoit la perte d’au moins deux appareils dans le premier mois d’opération. Des prévisions qui donnent des sueurs froides aux responsables de la guerre aérienne. Le général français de l’armée de l’Air répond tout de go : « Eh bien dans ce cas, vous n’irez pas ». Mais les responsables de l’ALAT défendent leur projet en arguant du succès de leur intervention récente en Côte d’Ivoire, de l’habitude qu’ils ont des missions difficiles en Afghanistan, et de la qualité de leurs pilotes, habitués aux missions de nuit à basse altitude. L’hélicoptère, d’après le slogan de l'ALAT, c’est « l’arme de la liberté » qui permet d’apporter la rupture tactique quand les lignes ne bougent plus. Le général Bouchard, qui commande l’opération Unified Protector – un canadien francophone ancien pilote d’hélicoptère – finit par se laisser convaincre et donne son accord.
L’ALAT réussit même à obtenir une « cockpit delegation » pour permettre aux équipages de mener les duels auxquels ils seront confrontés. En clair, cela signifie que les hélicoptères seront insérés dans la guerre de l’OTAN pour le domaine de vol en général, mais, une fois entrés dans la zone des combats, ils seront pleinement autonomes dans le choix des objectifs et de leur traitement. Les lieutenants et les capitaines chefs de bord des Tigre et des Gazelle pourront analyser le terrain, le fouiller, trouver les cibles et les détruire de leur propre initiative sans demander l’autorisation radio à des milliers de kilomètres de là, contrairement aux aviateurs. En cas de doute, ils rapporteront à un hélicoptère resté en retrait et servant de PC volant, lequel endossera la responsabilité en cas de bavure. « Si nous n’avions pas eu cette cockpit delegation, nous ne serions pas allés au combat, nous serions rentrés à la maison », avouera plus tard un colonel ayant participé à la campagne. En privé, l’un des responsables du Groupe Aéromobile (GAM) ne cache pas la dangerosité de la mission à ses équipages : « J’ai promis une chose à mes hommes : qu’on partirait tous ensemble, qu’on rentrerait tous ensemble, mais pas forcément tous vivants ».

### Mise en place rapide et improvisée du Groupe Aéromobile (GAM)

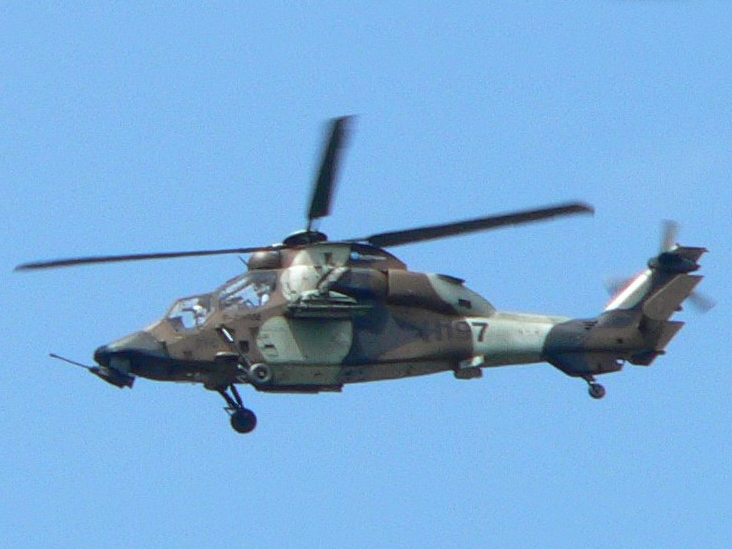
Hélicoptère de combat Tigre. Bien que trente de ces machines aient été livrées à l'ALAT, seules deux étaient disponibles pour l'opération Harmattan. (Archives)

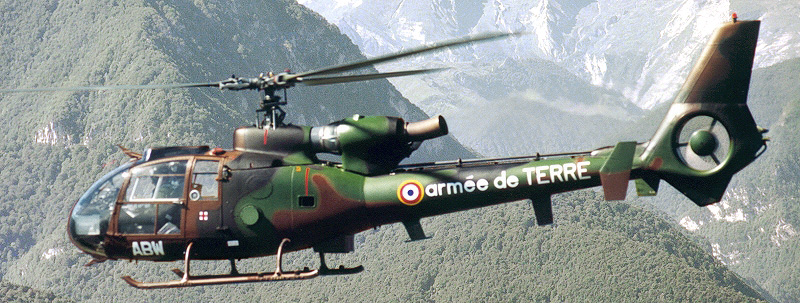
Hélicoptère de combat Gazelle. Ce petit appareil quadragénaire a constitué le fer de lance du GAM et a tiré 425 missiles antichar en 41 raids. (Archives)

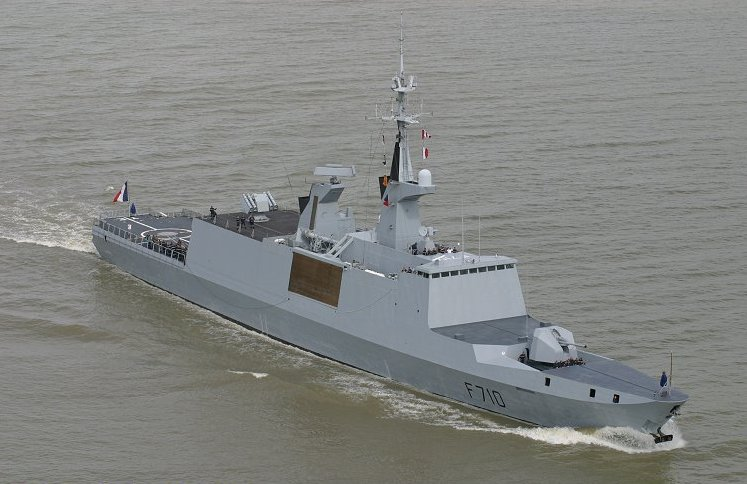
Frégate La Fayette. Les raids se sont déroulés dans un environnement interarmes complexe, les frégates assurant la sécurité du BPC et tirant au canon de marine pour ouvrir le passage aux hélicoptères.

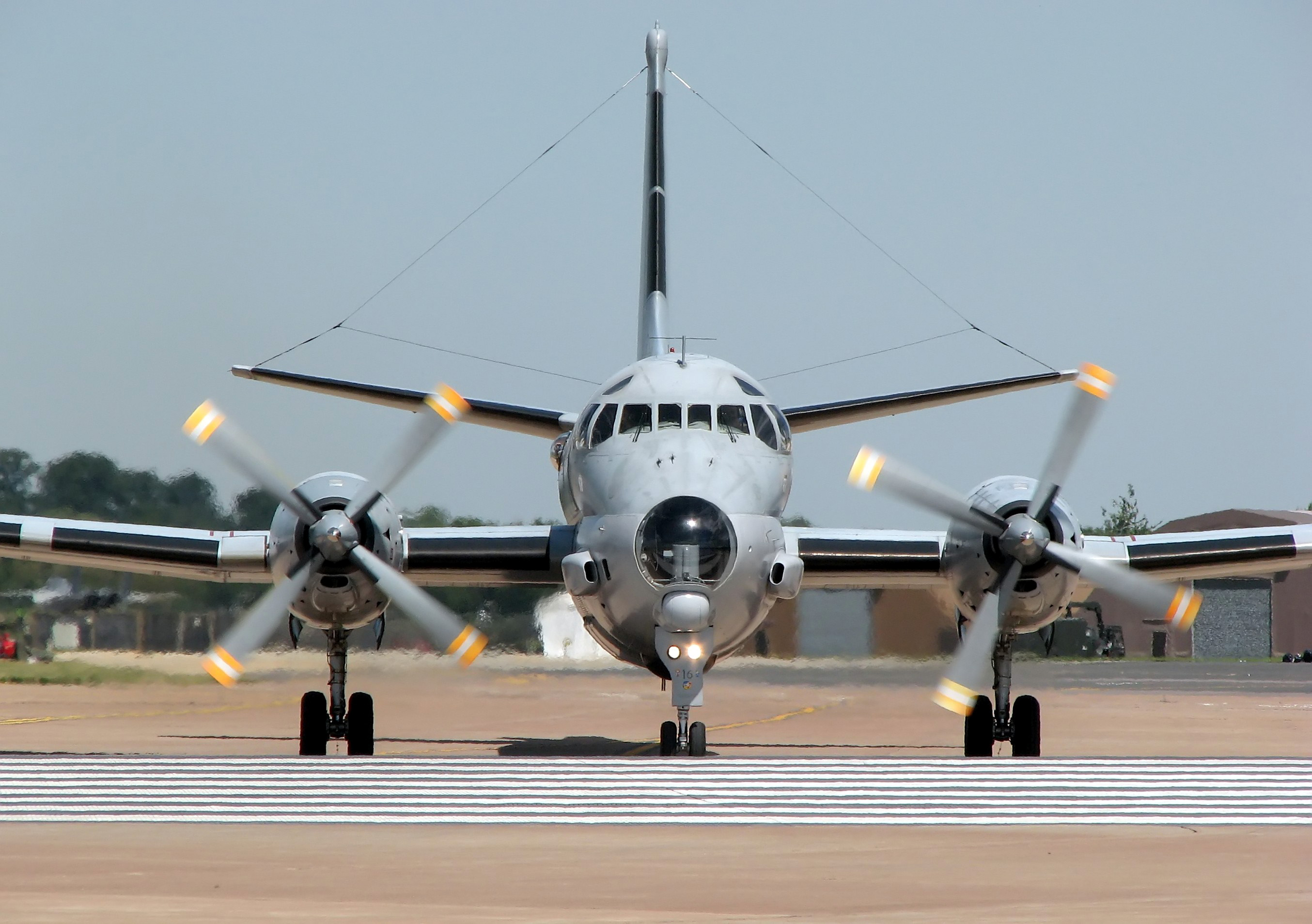
Avion de patrouille maritime ATL 2. Ces appareils à grande autonomie de vol ont joué un rôle essentiel dans la préparation des raids et dans leur suivi. (Archives)

Le golfe de Syrte pendant la guerre. Le GAM y concentre le plus gros de son action, avec 20 raids pour dégager Brega et 10 pour soulager le siège de Misrata.

La décision présidentielle d’engager les hélicoptères de combat est prise le 12 mai. La mise en place du GAM se fait rapidement malgré les difficultés à trouver des « machines » disponibles. Avec les restrictions budgétaires, les effectifs de l’ALAT ont fondu, et comme l’armée de Terre a mobilisé beaucoup de ses hélicoptères en Afghanistan et en Côte d’Ivoire, il faut piocher dans tout ce qui reste en métropole, y compris dans les écoles de pilotage. Sur les 30 Tigre livrés, aucun n’est encore qualifié pour le tir de missiles antichar et 2 seulement sont disponibles. Il faut compléter l’effectif avec 8 Gazelle Viviane/Hot de génération précédente. Deux Gazelle canon, qui emportent un canon de 20 mm, et 2 Gazelle Mistral, équipées de missiles air-air achèvent de former ce groupe de 14 hélicoptères de combat. S’y ajoutent 4 Puma qui devront être engagés en alternance deux par deux. Le premier comme PC volant avec un colonel qui gardera en permanence une vue d’ensemble sur la mission et fera le relais avec l’échelon supérieur ; le second, appelé Puma IMEX (Immediate Extraction) avec un groupe de combat du CPA 30 (commando parachutiste) de l’armée de l’Air chargé de récupérer tout équipage qui se serait posé en catastrophe en territoire ennemi. Des Cougar, appareils plus endurants et mieux équipés en autoprotection seraient préférables, mais ils ne sont pas en nombre suffisant. Les 18 hélicoptères du GAM se regroupent au Luc-en-Provence et embarquent le 17 mai au soir sur le bâtiment de projection et de commandement (BPC) Tonnerre. C’est l'un des plus gros déploiements en OPEX de l’ALAT depuis l’opération Daguet en 1990-1991.
Le BPC Tonnerre rentre de Côte d’Ivoire où il vient de jouer un rôle essentiel dans la réussite de l’opération Licorne. Sans prendre le temps de souffler, il est engagé dans l’opération Harmattan, car le BPC Mistral, qui assure la mission Jeanne d’Arc de formation des élèves-officiers n’a pas été rappelé. Le bâtiment appareille dans la nuit du 17 au 18 mai avec 400 militaires issus de 35 formations différentes de l’armée de Terre, de l’armée de l’Air, de la Marine, du service de santé (SSA) et du service des essences (SEA). Sur cet embarquement express, flotte même comme un parfum d’improvisation :

« On met véritablement trois jours à savoir qui est à bord et à quoi chacun sert (...) Le premier vrai défi consiste donc à fusionner toute cette population dans une boite de 200 mètres de long par 32 mètres de large (la taille du bateau). Le deuxième est logistique. La nourriture et le carburant, on sait faire, mais cela se complique un peu pour les munitions et les artifices, car certains n’ont pas été complètement qualifiés sur BPC. Au total, il y en a pour plusieurs centaines de mètres cubes (entre 300 et 500 tonnes), alors qu’on est assis sur 3 000 m3 de combustible. Il existe donc un souci de sécurité type Murat (Munition à Risque Atténué, qui résiste aux rayonnements électromagnétiques, à la chaleur, aux chocs...), ce qui pose aussi un problème de stockage note le commandant du navire. »

 Il faut aussi loger 2 000 m3 de rechanges et matériels aéronautiques pour un embarquement qui monte finalement jusqu’à 20 hélicoptères (19 de l’ALAT et un Panther de la Marine chargé du sauvetage en mer et de certains vols d’éclairage ou de renseignement photo). Alors que le BPC n’est théoriquement prévu que pour en recevoir 16, les 20 machines finissent par trouver leur place dans les grands hangars du bâtiment qui a été conçu dès le départ, pour opérer avec l’armée de Terre. Le 19 mai, le Tonnerre arrive sur zone.

### Les effets dévastateurs des missions d'aérocombat depuis les bâtiments amphibies
En complément du Groupe aérien (GAé) du porte-avions nucléaire Charles de Gaulle, la France décide d'engager un Groupe aéromobile (GAM) composé de 14 hélicoptères de combat de l'ALAT (Tigre, Gazelle, Puma) sur le BPC Tonnerre pour conduire des missions d'aérocombat.
L'objectif des avions du Charles de Gaulle et de l'Armée de l'air était d'acquérir la supériorité aérienne, de réduire fortement la menace sol-air, puis de réduire le potentiel des forces du colonel Kadhafi. Celui des hélicoptères du BPC Tonnerre est d'influencer la situation tactique des batailles terrestres par des missions dites d'aérocombat. Les pilotes se voient affecter une zone d'action, ce sont eux qui choisissent leurs cibles. Ils agissent dans un mode de raids amphibies avec retour sur le BPC Tonnerre après chaque mission. Ce type de mission est rendu possible par la présence permanente d'une frégate de défense aérienne (Cassard, Jean Bart, Forbin, ou Chevalier Paul) capable d'intégrer l'activité des hélicoptères du GAM dans l'ensemble des opérations aériennes en respectant les procédures OTAN.
Le premier raid est prévu pour le 27 mai, mais il est finalement reculé d’une semaine : les Britanniques ne sont pas prêts et, pour l’affichage politique, il est important que les deux groupes interviennent en même temps, même s’ils agissent en totale indépendance l’un par rapport à l’autre. La Royal Navy, engage des AH-64 Apache, basés sur le porte-hélicoptères HMS Ocean. Ces appareils portent des missiles antichar Hellfire dont la portée (8 km) est deux fois supérieure à celle des HOT beaucoup plus anciens. Ceci leur permet, contrairement aux Français, de tirer en altitude comme les avions contre des cibles préalablement désignées par le centre de coordination des opérations aériennes (CAOC) et de rester hors de portée des défenses aériennes de courte portée. Pendant les opérations, ce sont donc deux tactiques différentes, liées aux performances des armements et au niveau de protection des hélicoptères qui vont s’opposer, avec des arguments pas toujours très gracieux. Les Britanniques, dont les Apache ont le niveau de protection d’un avion de combat, vont voler haut, alors que les Français, très vulnérables avec leurs Gazelle faiblement blindées, vont voler bas et vite. L’engagement anglais a aussi ses faiblesses. La première, et non la moindre, est numérique, puisque 4 hélicoptères seulement sont embarqués sur le HMS Ocean. C’est peu, même en tenant compte des performances de la machine. Mais le théâtre afghan mobilise aussi beaucoup de voilures tournantes, comme pour la France. Quant au HMS Ocean, c’est un navire plus ancien que le Tonnerre. Ses hangars sont plus petits alors qu’il est censé pouvoir accueillir lui aussi jusqu’à 18 hélicoptères et il possède moins de plots de décollage/atterrissage que son homologue français. Comme il héberge aussi un détachement Combat Search And Rescue de l’US Air Force, la place y est des plus réduites. Pour finir, les pilotes d’hélicoptères de l’armée de Terre anglaise ne se sont guère entraînés avec leur marine, contrairement à l’ALAT, ce qui leur complique la tâche (c’est la première fois que des Apache embarquent sur le HMS Ocean).
La première mission sur le territoire libyen a lieu dans la nuit du 3 au 4 juin. Elle est observée très attentivement du début à la fin par tous les acteurs d’Unified Protector. Si un premier hélicoptère avait été abattu cette nuit-là, la suite des opérations aurait été sans doute très différente. Le Tonnerre navigue à quelques dizaines de kilomètres des côtes libyennes. Juste assez pour être au-delà de la ligne d’horizon et ne pas être visible depuis le rivage. Le navire et le GAM n’évoluent pas seuls, mais font partie d’un véritable mille-feuille interarmées complexe qui va des profondeurs maritimes aux plus hautes altitudes. Sous l’eau, un sous-marin nucléaire d’attaque (SNA) scrute les côtes au plus près pour faire du renseignement. Deux ou trois frégates escortent en permanence le Tonnerre, lui assurent une défense antiaérienne, observent aussi le littoral, et ouvrent le feu au canon pour préparer les attaques. Plus loin dans le golfe de Syrte, le porte-avion Charles de Gaulle, avec l’amiral Coindreau, surveille les opérations. Les avions de patrouille maritime Atlantique 2 arrivent deux heures avant le début des opérations et en repartent deux heures après en ayant tout observé, enregistré, photographié. Avec sa tourelle infrarouge installée dans le nez, l’Atlantique se révèle une pièce maîtresse car il repère à plusieurs dizaines de km toute activité thermique. Il contribue donc à affiner le ciblage des hélicoptères et à détecter les « sonnettes », c'est-à-dire les observateurs kadhafistes placés sur la côte – sous une bâche ou dans un chalutier – et chargés de prévenir les troupes à l’intérieur des terres, voire de tirer sur les hélicoptères avec des armes légères ou des missiles antiaériens portables SA-7. Plus haut, évoluent les avions de combat avec les nacelles de reconnaissance, comme le Reco NG, qui abreuve l’armée de l’Air et le porte-avion d’un véritable flot d’images. Toutes les informations collectées reviennent au BPC avec les liaisons 11 et 16 et par le satellite Syracuse III. Cet intense travail de préparation permet de délimiter pour l’ALAT des zones d’action bien précises – des « box », dans le langage OTAN – où a été repéré un maximum de cibles sans présence de combattants du CNT pour éviter les confusions, et si possible sans civils pour éviter les bavures.
Les missions se succèdent au rythme de deux ou trois par semaine en suivant peu ou prou le même rituel. Après un ultime briefing dans la grande salle de réunion du BPC, les équipages rejoignent les machines par une enfilade de coursives baignant dans une lumière rouge. Tout le bord est ainsi éclairé, afin que les yeux s’accoutument le mieux à l’obscurité. Sur le pont d’envol, règne une activité frénétique dans une luminosité réduite au minimum. Le silence radio est total. Le BPC dispose de 6 plots de décollage/atterrissage, mais le plot no 1, à l’avant, n’est pas utilisable par nuit noire car il n’a pas suffisamment de référence horizontale. Il sert donc comme aire de stockage, tout comme l’espace disponible derrière l’îlot. Sur les cinq plots restants, les rotors sont dépliés, les équipages s’installent et lancent les turbines. Pendant que les machines chauffent, les frégates bombardent au canon de 76 et de 100 mm les couloirs d’infiltration qui ont été reconnus par l’ATL 2 et le Panther de la marine.
Les premiers à décoller sont ceux dont l’autonomie de vol est la plus importante. On commence par les « gros », c'est-à-dire le Puma qui sert de PC volant et le Puma IMEX, avec le commando parachutiste. Sur chaque bord, l’appareil est équipé d’une mitrailleuse MAG-58 (7,62 mm) pour faire « baisser la tête » aux fantassins adverses au cas où il faudrait se poser pour récupérer des pilotes en difficulté au sol. Suivent immédiatement les deux Tigre, qui comme les Puma affichent plus de 2 h 30 d’autonomie de vol. Une fois en l’air, ce premier groupe prend un circuit d’attente, le temps que les Gazelles décollent 20 minutes plus tard, ou lance une première attaque. Les Tigre, suivis à bonne distance par les Puma, commencent à détruire au canon des pick-up dont les épaves en feu servent de balises aux Gazelle qui arrivent en meute, pressées de rallier au plus vite les zones de travail intéressantes du fait de leur autonomie très limitée. Ces petits hélicoptères sont réputés pour leur agilité, mais n’ont que 1 h 15 à 1 h 20 d’autonomie, à laquelle il faut retrancher une réserve minimale de 15 minutes. Compte tenu de la masse maximum autorisée au décollage, il faut souvent choisir entre autonomie et munitions. Suivant la durée de vol prévue, les Gazelle Viviane emportent donc de 2 à 4 missiles HOT. Alors que les Tigre ont de quoi durer sur le terrain, les Gazelle, après avoir tiré, font des allers-retours pour se ravitailler en carburant et en missiles avant de reprendre la mission. Les Gazelle, de toute façon, ne pourront intervenir dans la profondeur du dispositif adverse. Ce sera le cas, notamment, pour l’attaque de Bani Walid, à une centaine de km à l’intérieur des terres, ou Tigre et Puma opéreront seuls. Pour se donner de la profondeur, l’installation de points de ravitaillement clandestin en territoire ennemi est un moment envisagée, mais l’OTAN s’y refuse catégoriquement au nom du principe intangible de la campagne : « no boots on the ground » (pas de bottes au sol, en tout cas pas pour les troupes régulières)…
Pour offrir le meilleur niveau de protection à ses hélicoptères, l’ALAT fait le choix de n’opérer que pendant les nuits les plus noires « de niveau 5 », c'est-à-dire sans Lune. Dans ces conditions, les jumelles de vision nocturne (JVN) qui amplifient la luminosité résiduelle sont relativement inopérantes, seul l’horizon se distinguant raisonnablement bien. La seule possibilité de « voir » quelque chose réside alors dans la thermographie, que ce soit avec le viseur Strix du Tigre ou le viseur Viviane de la Gazelle. Les troupes kadhafistes, qui n'ont pas ce type de matériel, mais dont on pense qu’elles disposent d’un certain nombre de JVN, se retrouvent donc quasi aveugles par nuit sans Lune. Mais ce type d'attaque, en se répétant, a cependant pour inconvénient de dévoiler peu à peu la tactique d’engagement de l’ALAT. Pour éviter que les troupes gouvernementales ne soufflent par nuit claire afin d’être mieux à même de se défendre par nuit noire, les frégates pilonnent régulièrement les zones d’opération pour que les attaques de l’ALAT restent imprévisibles. Les hélicoptères doivent arriver à chaque fois par des couloirs d’infiltration différents. Ceux-ci sont tous « traités » par les frégates afin de faire « rentrer la tête » à l’adversaire avant le passage des machines. Frégates qui multiplient aussi tirs et manœuvres sur des zones où les hélicoptères ne seront pas actifs pour induire en erreur les Kadhafistes. Une seule action sera tentée avec l’éclairage résiduel de la Lune : les hélicoptères resteront alors « feet wet », c'est-à-dire au-dessus de la mer sans s’engager sur les terres. La mission ne sera, semble-t-il pas appréciée en raison du sentiment d’insécurité qu’elle procurera aux équipages privés de leur relative invisibilité.
Les équipages font face, particulièrement au cours du premier mandat du GAM (17 mai-14 juillet 2011), à des feux très nourris provenant du sol, pour beaucoup des AK-47 individuelles. Le ciel se zèbre aussi du tir très impressionnant des pièces de 14,5 mm et des bitubes de 23 mm fixés sur des 4×4. Les combattants tirent au jugé dans la direction du bruit des hélicoptères, c'est-à-dire au hasard. Ces tirs ont l’avantage de dévoiler les positions de la DCA car les tubes brûlants se repèrent facilement avec les caméras thermiques ce qui permet de faire mouche à chaque fois. Les hélicoptères essuient aussi quelques tirs de vieux RPG-7 – une roquette antichar qui avait touché les machines américaines dans le ciel de Mogadiscio – mais qui se perdent dans l’obscurité. Menace autrement sérieuse : les missiles sol-air portables type SA-7. Les détecteurs de départ de tir missile (DDM) des Tigre déclenchent automatiquement des séquences de leurrage, mais c’est une arme à double tranchant, car les leurres, très lumineux, ont pour inconvénient de révéler pendant quelques secondes la position de l’appareil. Les équipages des Gazelle, à l’annonce de la menace donnée par le Tigre, évitent de leurrer et descendent quelques instants se coller au sol en restant à l’abri dans l’obscurité.
Le GAM n’est jamais engagé en totalité. Chaque raid compte en moyenne 8 à 10 hélicoptères et évolue entre 10 et 150 mètres du sol. Dans la zone d’opération, les modules se forment et partent en chasse, chaque Tigre assurant la protection de 2 ou 3 Gazelle. Cette coopération permet aux Gazelle d’aller à l’essentiel et de trouver rapidement leurs cibles. L’ALAT rapporte qu’un équipage a pu décrocher ses 4 missiles HOT sur 3 pick-up et un transport de troupes blindé en moins de 90 secondes. Le tir de HOT constitue toujours un moment de vérité pour les équipages qui doivent se mettre en vol stationnaire pour identifier précisément la cible, viser, tirer et guider le missile jusqu’à l’impact, contrairement au Hellfire des Apaches qui sont de type « tire et oublie ». Une vingtaine de secondes d’une très grande vulnérabilité, le tir révélant la position de l’hélicoptère, avec la crainte qu’un ennemi se dévoile à cet instant à proximité et puisse l’aligner dans son objectif. Quand les Gazelle Viviane tirent, les Tigre ne sont jamais très loin, rôdant dans l’obscurité et balayant le sol avec leur viseur Strix à la recherche de la moindre signature thermique pouvant trahir la présence de combattants adverses. Il n’est cependant pas impossible que l’éclairage des tableaux de bord, pourtant très faible, ait pu trahir parfois la position d’un hélicoptère face à des combattants munis de JVN, certains équipages ayant vu passer des balles ou obus traçants de fort près. L’ALAT rapporte une seule illumination laser détectée par un Tigre pendant l’opération, mais sans que son origine précise (autre hélicoptère, troupes ennemies, forces spéciales de l’OTAN au sol ou illumination venue du ciel) ait pu être déterminée.
Si les équipages des Tigre ont pu regretter de ne pas avoir de missile antichar du même type que les Apache britanniques, ils ont pourtant assuré la destruction d’un nombre considérable de cibles. Le canon orientable Nexter de 30 mm, couplé au casque TopOwl du tireur est une arme puissante et précise qui ne nécessite le plus souvent que de brèves rafales. L'engin peut même aller jusqu’à malmener des chars lourds. Une vidéo rapportée par l’ALAT montre des T-72 dissimulés dans une palmeraie dont les optiques de visée et les antennes volent en éclats sous les coups des obus de 30 mm avant que les Gazelle ne viennent les achever à coup de missiles HOT. Le Tigre embarque aussi deux paniers de roquettes de 68 mm, mais les équipages, prudents, limitent les salves car celle-ci ont le tort de les sortir de l’obscurité. Un épisode intéressant tient à l’emport et à l’utilisation de missiles air-air Mistral par les deux Tigre. Il semble que ces missiles n’aient pas été montés au début des opérations, mais l’annonce par les services de renseignement que plusieurs Mi-35 restaient peut-être en état de vol, a poussé l’ALAT à les installer sur les machines. La menace des Mi-35 s’est révélée vaine, mais des sources concordantes font état de l’emploi d’au moins 3 Mistral dans un mode air-sol. L’un d’eux aurait été tiré sur un générateur, un autre sur un check point et le troisième sur un pick-up lancé à pleine vitesse qui aurait échappé à un tir de HOT en raison d’un défilement angulaire trop rapide.
Les opérations, en revanche, confirment ce dont on se doutait déjà depuis longtemps : les Gazelle canon, avec leur tube axial de 20 mm sont complètement obsolètes. Les machines sont handicapées de ne pas avoir reçu de viseurs Viviane dans les années 1990, contrairement à celles qui tirent des missiles antichars. Les Gazelle canon, engagées au début des opérations dans des sorties nocturnes au-dessus de la mer ou à l’intérieur des terres sont rapidement retirées des opérations et placées en réserve sur le BPC. En l’absence de viseur thermique, elles exigent un guidage de la part des autres hélicoptères, ce qui gêne la fluidité de la manœuvre. Un constat dont on tient compte au moment de la relève, le 12-14 juillet 2011, par le Mistral. Le GAM est réduit à 14 machines, soit les 2 Tigre, mais avec seulement 9 Gazelle et 3 Puma.
| Les activités de l’ALAT dans l’opération Harmattan |               |                                        |
| Type d’appareil                                    | Heures de vol | Munitions tirées                       |
| Gazelle Viviane                                    | 498           | 425 HOT                                |
| Puma                                               | 398           | -                                      |
| Tigre                                              | 219           | 13 500 coups de canon, 1 618 roquettes |

Les coups portés aux Kadhafistes ébranlent rapidement leur dispositif et leur moral. Les Français en prennent conscience lors du huitième raid – fin juin – lorsque les services de renseignement interceptent les communications adverses qui hurlent contre « ces chiens de Français ». Non seulement aucun appareil n’est touché, mais les résultats qui dépassent les attentes les plus optimistes font presque de l’ombre au porte-avion, de l’aveu même de l’amiral Coindreau. Un succès qui attise la curiosité au sein de l’OTAN. En juin, le commandant de l’opération Unified Protector fait une visite discrète sur le Tonnerre pour rencontrer les pilotes et les techniciens du GAM. Le retrait du Charles de Gaulle début août, est compensé par l’armée de l’Air et surtout par l’intensité des raids du GAM. Fin août, il totalise déjà 500 cibles détruites. Le choix des objectifs donne lieu à des divergences entre alliés. Pour les Français, et contrairement aux Britanniques et même à l’OTAN, le verrou de l’affaire libyenne n’est pas à Tripoli, mais à Brega, où se sont retranchés de fortes troupes qui barrent la route aux forces du CNT venues de Benghazi. Sur les 37 premiers raids du GAM, 20 portent sur Brega. Un officier explique : « Et d’autant plus qu’il faut également réussir à desserrer l’étau sur Misrata. Il ne s’agit pas en effet d’échouer à Misrata, alors qu’on avait réussi à préserver la population de Bengazi. Là aussi, et bien qu’on ait été un peu seuls sur cette affaire, on avait une obligation de réussite. » Avec 10 raids sur les environs de la ville, Misrata constitue la deuxième cible du GAM, loin devant Tripoli qui n’en subit qu’un seul.
La chute de capitale, dans les derniers jours d’août, réduit les activités du GAM, mais nettement moins que l’aviation. Lors de la bataille finale de Syrte, les chasseurs de l’OTAN rentrent de plus en plus souvent avec leurs bombes faute de cible attaquables sans provoquer des dommages collatéraux, mais pas les hélicoptères qui continuent leur travail de laminage des ultimes défenses kadhafistes. Syrte subit au moins 6 attaques du GAM. Le 20 octobre 2011, la ville tombe, clôturant ainsi sept mois de guerre dont cinq d’intense activité pour l’ALAT. En 41 raids donnant lieu à 316 sorties, les hélicoptères ont tiré 425 missiles HOT, 1 618 roquettes et 13 500 coups de canons (20 et 30 mm), détruisant 600 cibles militaires, dont 400 véhicules. À elle seule, la France a « traité » 90 % des objectifs détruits par des hélicoptères de combat, le reste revenant aux Apache britanniques. Le GAM a anéanti 40 % des cibles visées. Des résultats remarquables obtenus avec un coût relativement réduit et sans pertes.
Ce concept d'emploi innovant des hélicoptères de l'ALAT dit "d'aérocombat", qui visent à lancer des attaques amphibies dans la profondeur par des hélicoptères et sans dépose de troupe à terre, a été validé par l'opération Harmattan. Le choix de la Marine nationale basé sur l'utilisation de la triade porte-avions, porte-hélicoptères, frégate de défense aérienne a aussi été validé puisqu'à l'issue de l'opération Harmattan le ratio de destruction de cibles entre la Marine nationale et la Royal Navy a été de 10 contre 1.

### Les félicitations du président de la République et de l’OTAN

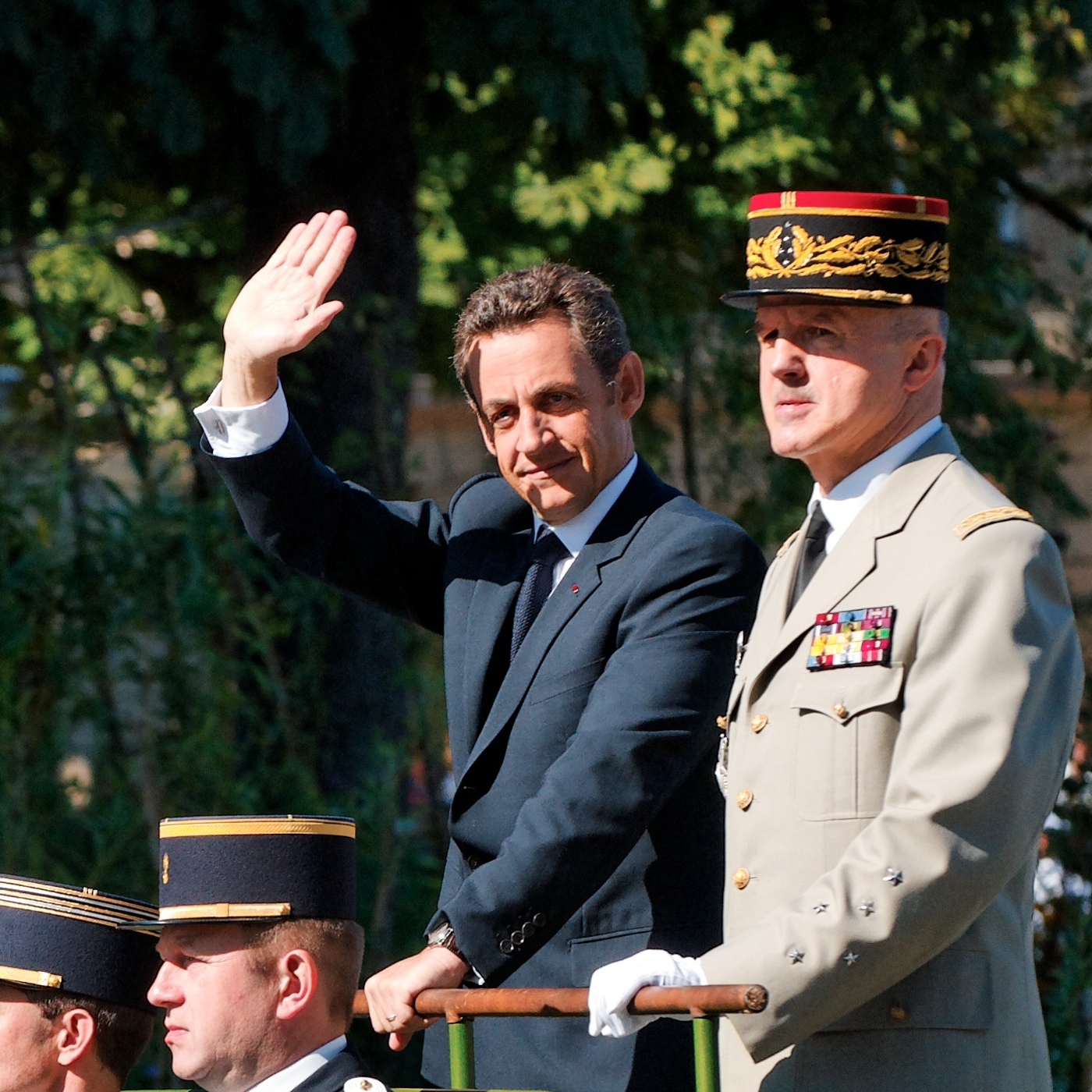
Pour le président de la République Nicolas Sarkozy, ce sont « les hélicoptères qui ont gagné la guerre. » (Archives)

Le 9 et 10 septembre en Sicile, dans le port d'Augusta, le GAM subit une deuxième relève avec le retour du Tonnerre qui renouvelle une partie des machines et du personnel. Les BPC et l’ALAT participent ensuite – alors que les opérations militaires ne sont pas terminées – au soutien logistique du voyage du président de la République à Tripoli, le 15 septembre. Alors que l’action du GAM n’a pas été aussi médiatisée que celle des chasseurs de l’OTAN ou du Charles de Gaulle, Nicolas Sarkozy déclare à quelques journalistes médusés : « les hélicoptères ont gagné la guerre ».
Quelques semaines plus tard, le 23 octobre 2011, c’est le général Charles Bouchard, commandant des opérations en Libye et ancien pilote d’hélicoptère lui-même, qui adresse à l’amiral Guillaud, chef d'état-major des Armées françaises, une longue lettre de félicitation où il salue la « contribution exceptionnelle et significative à l’opération Unified Protector » du GAM « qui a joué un rôle critique pour améliorer notre capacité à protéger la population civile de Libye, en réduisant le potentiel militaire des forces pro-Kadhafi ». Un courrier qui a de quoi rendre jaloux les aviateurs, lesquels, pourtant, n’ont absolument pas démérité, puisque sans leur couverture (protection et renseignement), jamais le GAM n’aurait pu agir avec autant d’efficacité, sans parler du soutien permanent des frégates.
Un courrier qui doit être replacé, aussi, dans le cadre très particulier du théâtre libyen : celui-ci, de très faible profondeur car essentiellement côtier, a aussi grandement facilité la tâche des hélicoptères. La Libye n'a rien à voir avec l’Afghanistan, à des heures de vol dans les montagnes d’Asie centrale favorables à l’action des maquisards. Cette lettre permettra peut-être à l’armée de Terre, dans un contexte budgétaire très difficile, de défendre la modernisation de ses hélicoptères de combat et de transport qui a été dangereusement négligée ces quinze dernières années alors que les premiers exemplaires du Tigre arrivèrent en service en 2007 et que les livraisons du NH90 Caïman se font attendre. Si une nouvelle intervention militaire de ce type venait à se produire, il serait souhaitable, pour la sécurité des pilotes de l’ALAT et la puissance de feu de ses hélicoptères, qu’il n’y ait plus que des Tigre sur le pont d’envol des BPC.

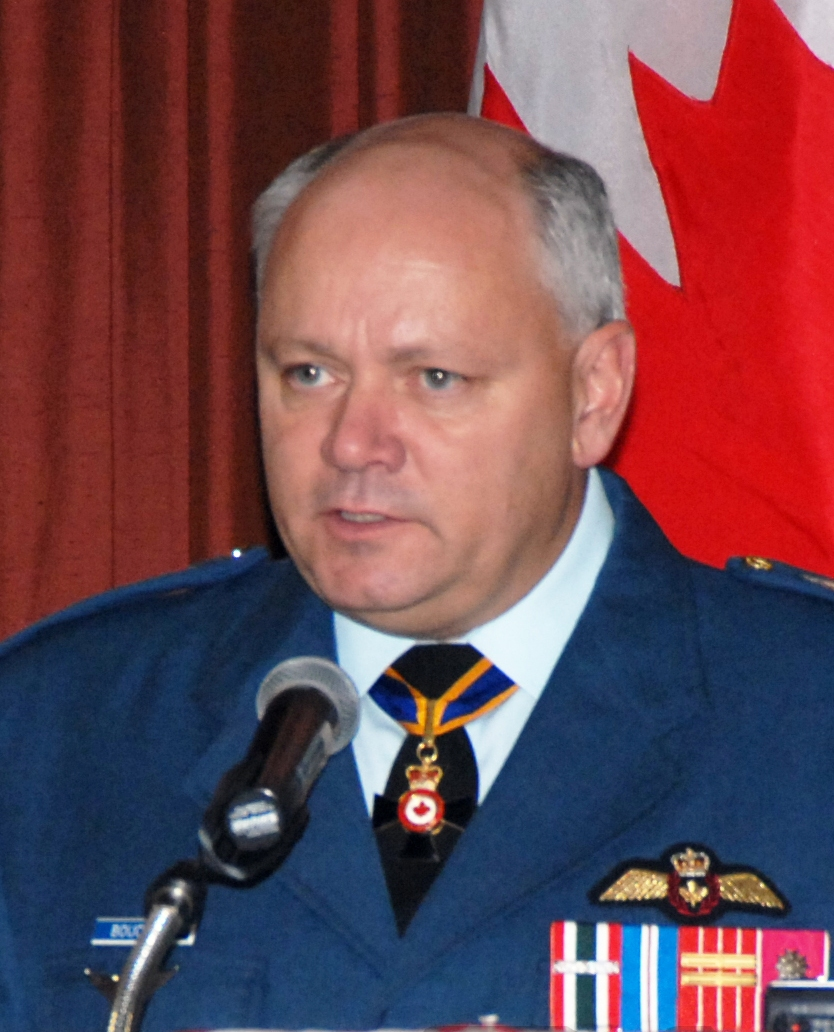
Pour le général Bouchard, commandant en chef des opérations de l'OTAN, l'ALAT a joué un rôle clé dans la défaite des forces du colonel Kadhafi.

## Participation des forces spéciales
En avril 2011, Axel Poniatowski, président de la commission des affaires étrangères de l'Assemblée nationale, avait demandé l'envoi de 200 à 300 membres de forces spéciales de pays de l'Otan pour aider la rébellion et guider les avions de la coalition sur les objectifs du régime de Mouammar Kadhafi en Libye et quelques jours plus tard, la France, le Royaume-Uni et l'Italie ont annoncé l'envoi de conseillers spéciaux.
Selon le journaliste Jean-Dominique Merchet, au maximum 70 militaires du Commandement des opérations spéciales (COS) furent déployés en Libye. Les premiers étaient un détachement arrivé le 9 avril à Benghazi, suivi d'un autre fin avril à Misrata et un troisième dans le djebel Nefussa au début du mois d'août.
Ces détachements du COS (mais dont le personnel n'était pas exclusivement issu d'unités des forces spéciales), opérant en civil et avec des homologues britanniques, italiens, qataris et émiratis, avaient un rôle d'état-major : aider les forces du Conseil national de transition à se coordonner, informer l'état-major français, et permettre une liaison entre les insurgés et l'OTAN. Ils ont transmis des demandes de frappes des insurgés au commandement de l'OTAN, mais pas fait de guidage de frappes directs. Ce déploiement était alors secret mais un journaliste de l'AFP a découvert la présence de Français et Britanniques accompagnant le commandement du front Est fin août 2011, alors situé dans l'enceinte de la raffinerie à l'arrêt de Az Zuwaytinah, à environ 140 kilomètres au sud-ouest de Benghazi.
Fin mai et début juin, l'armée de l'air a procédé à au moins deux parachutages de médicaments puis d'armes achetées par le Qatar dans le secteur du Djebel Nefussa, au sud-ouest de Tripoli. La prise de contrôle d'une piste d'aviation a permis des livraisons plus directes. Une vingtaine de vols sont évoqués à bord desquels se trouvaient notamment des munitions de fabrication suisse vendus en 2009 au Qatar et des missiles antichars Milan. Le 30 juin 2011, la France a informé le secrétaire général des Nations unies qu'elle avait « largué des armes d'autodéfense de la population civile qui avaient été victimes d'attaques par les forces armées libyennes… En l'absence de tout autre moyen de fonctionnement de la protection de ces populations sous la menace. » L'ONU a déclenché une enquête pour savoir si ces livraisons étaient légales.
Des commandos marine ont mené à plusieurs reprises des raids brefs contre des objectifs logistiques terrestres, s'infiltrant et exfiltrant en zodiac à partir de frégates de la marine. Ces hommes opéraient, eux, en uniforme.
Ces personnels ont préparé et encadré le débarquement sur une plage de la Tripoli, le 20 août 2011 au début de la seconde bataille de Tripoli, des commandos insurgés venus de Misrata. Cette opération du service Action de la direction générale de la Sécurité extérieure et du Special Air Service britannique a été menée avec des Qatariens et probablement des Émiriens.
Le 29 août, une équipe d'une dizaine de membres du GIGN, envoyée spécifiquement pour cette mission, prend le contrôle de l'ambassade de France à Tripoli.

## Visite présidentielle en Libye
La visite du président français Sarkozy et du Premier ministre du Royaume-Uni David Cameron à Tripoli et Benghazi le 15 septembre 2011 fut sécurisée par un total de 160 policiers provenant du Service de protection des hautes personnalités, du RAID et 80 CRS appuyés par des éléments du 1er RPIMa.
Les personnalités ont atterri à l'aéroport international de Tripoli à bord de l'avion présidentiel français en milieu de matinée. Partis du bâtiment de projection et de commandement Tonnerre qui croisait à quelques nautiques de la capitale, cinq hélicoptères de manœuvre de l'ALAT et de l'Armée de l'Air, appuyés par deux Tigre, y attendaient les autorités, avec à bord des éléments de protection de l’armée de l’Air et du personnel médical. Les personnalités après leur visite dans la capitale ont repris l'avion pour Benghazi où un groupement d’hélicoptères a décollé du Mistral pour être en mesure d’accueillir les autorités et leurs délégations à leur arrivée à l’aéroport.

## Hommages militaires
Le 13 octobre 2011, une médaille commémorative française avec agrafe « Libye » est créée.
La croix de la Valeur militaire est décerné le 11 novembre 2011 et ultérieurement aux unités suivantes pour leur participation à cette opération (ainsi qu'aux opérations Pamir et Agapanthe en Afghanistan et/ou Licorne en Côte d'Ivoire pour plusieurs d’entre elles) :
Au titre de l'opération Harmattan :
- 1er régiment d’hélicoptères de combat (Phalsbourg, Moselle)
- 3e régiment d'hélicoptères de combat (Etain, Meuse)
- Bâtiment de projection et de commandement Tonnerre (Toulon, Var)
- Frégate Courbet (Toulon)
- Patrouilleur de haute mer Lieutenant de vaisseau Lavallée (Brest, Finistère)
- Sous-marin nucléaire d'attaque Améthyste (Toulon)
- Flottille 12F
- Flottille 17F
- Groupe de ravitaillement en vol 2/91 « Bretagne » (Istres, Bouches-du-Rhône)
- Escadron de détection et contrôle aéroportés « 0/36 Berry » (Avord, Cher)
- Escadron de chasse 1/7 « Provence » (Saint-Dizier, Haute-Marne)
- Escadron de chasse 1/91 « Gascogne » (Saint-Dizier, Haute-Marne)
- Escadron de chasse 2/4 « La Fayette » (Istres)
- Escadron de chasse 1/3 "Navarre" (Nancy-Ochey, Meurthe-et-Moselle) (mai 2012)
- Escadron de chasse 2/3 "Champagne" (Nancy-Ochey, Meurthe-et-Moselle) (mai 2012)
- Escadron de chasse 3/3 « Ardennes » (Nancy-Ochey, Meurthe-et Moselle)
- Escadron de chasse 1/2 « Cigognes » (Dijon-Longvic, Côte d'Or)

Au titre de la mission Agapanthe et l'opération Harmattan :
- Porte-avions Charles-de-Gaulle (Toulon, Var)
- Flottille 12F

Au titre des opérations Harmattan et Licorne :
- 1er régiment d’hélicoptères de combat (Phalsbourg, Moselle)
- Flottille 23F (Lann-Bihoué, Morbihan)

Au titre des trois Harmattan, Licorne et Pamir :
- Groupe d'intervention de la gendarmerie nationale (Versailles, Yvelines)
- École du personnel paramédical des armées (Toulon)
- Base pétrolière interarmées (Chalon-sur-Saône, Saône-et-Loire)

### Traduction
1. ↑  Secretary of State for Defence, Dr Liam Fox, said : « This was the first operational mission flown by British Army Apaches at sea ».